# XXI Premis Goya
La XXIa edició dels Premis Goya (oficialment en castellà: Premios Anuales de la Academia "Goya") va tenir lloc al Palau de Congressos de la ciutat de Madrid (Espanya) el 28 de gener de 2007 i fa referència a aquelles produccions realitzades el 2006.
La presentació de la gala va anar a càrrec de l'actor i director José Corbacho.
La gran guanyadora de la nit fou Volver de Pedro Almodóvar, que amb 14 nominacions guanyà 5 premis, entre ells millor pel·lícula, director, actriu principal i actriu secundària (per Carmen Maura, que aconseguí així el 4t Goya de la seva carrera). La pel·lícula més nominada de la nit, però, fou Alatriste d'Agustín Díaz Yanes, que obtingué 15 nominacions, si bé aconseguí guanyar únicament 3 premis, tots ells tècnics. El laberinto del fauno de Guillermo del Toro aconseguí 13 nominacions, i fou la pel·lícula més guardonada de la nit amb 6 premis, entre ells millor guió original i millor actriu revelació. Salvador (Puig Antich) de Manuel Huerga, per la seva part, també obtingué 13 nominacions, si bé únicament guanyà el de millor guió adaptat. La revelació de la nit fou AzulOscuroCasiNegro de Daniel Sánchez Arévalo, que amb 6 nominacions aconseguí guanyar-ne 3, millor director novell, millor actor revelació i millor actor secundari.

## Nominats i guanyadors
| Millor pel·lícula | Millor director |
| --- | --- |
| - Volver - Alatriste - El laberinto del fauno - Salvador (Puig Antich) | - Pedro Almodóvar per Volver - Agustín Díaz Yanes per Alatriste - Guillermo del Toro per El laberinto del fauno - Manuel Huerga per Salvador (Puig Antich) |
| Millor actor | Millor actriu |
| - Juan Diego per Vete de mí - Daniel Brühl per Salvador (Puig Antich) - Viggo Mortensen per Alatriste - Sergi López per El laberinto del fauno | - Penélope Cruz per Volver - Silvia Abascal per La dama boba - Maribel Verdú per El laberinto del fauno - Marta Etura per AzulOscuroCasiNegro |
| Millor actor secundari | Millor actriu secundària |
| - Antonio de la Torre per AzulOscuroCasiNegro - Juan Echanove per Alatriste - Leonardo Sbaraglia per Salvador (Puig Antich) - Juan Diego Botto per Vete de mí | - Carmen Maura per Volver - Lola Dueñas per Volver - Ariadna Gil per Alatriste - Blanca Portillo per Volver |
| Millor guió original | Millor guió adaptat |
| - Guillermo del Toro per El laberinto del fauno - Daniel Sánchez Arévalo per AzulOscuroCasiNegro - Jorge Sánchez-Cabezudo per La noche de los girasoles - Pedro Almodóvar per Volver                                                                                                   | - Lluís Arcarazo per Salvador (Puig Antich) - Agustín Díaz Yanes per Alatriste - Antonio Soler per El camino de los ingleses - José Luis Cuerda per La educación de las hadas |
| Millor director novell | Millor direcció de producció |
| - Daniel Sánchez Arévalo per AzulOscuroCasiNegro - Carlos Iglesias per Un franco, 14 pesetas - Javier Rebollo per Lo que sé de Lola - Jorge Sánchez-Cabezudo per La noche de los girasoles                                                                                             | - Cristina Zumárraga per Alatriste - Eduardo Santana, Ricardo García Arrojo i Guido Simonetti per Los Borgia - Bernat Elias per Salvador (Puig Antich) - Toni Novella per Volver |
| Millor actor revelació | Millor actriu revelació |
| - Quim Gutiérrez per AzulOscuroCasiNegro - Alberto Amarilla per El camino de los ingleses - Walter Vidarte per La noche de los girasoles - Javier Cifrián per El próximo Oriente | - Ivana Baquero per El laberinto del fauno - Adriana Ugarte per Cabeza de perro - Bebe per La educación de las hadas - Verónica Echegui per Yo soy la Juani |
| Millor pel·lícula hispanoamericana | Millor pel·lícula europea |
| - Las manos d'Alejandro Doria ( Argentina) - American Visa de Juan Carlos Valdivia ( Bolívia) - En la cama de Matías Bize ( Xile) - Soñar no cuesta nada de Rodrigo Triana ( Colòmbia)                                                                                                 | - The Queen de Stephen Frears ( Regne Unit) - Copying Beethoven d'Agnieszka Holland ( Alemanya) - Scoop de Woody Allen ( Regne Unit) - The Wind That Shakes the Barley de Ken Loach ( Irlanda) |
| Millor fotografia | Millor muntatge |
| - Guillermo Navarro per El laberinto del fauno - Paco Femenía per Alatriste - David Omedes per Salvador (Puig Antich) - José Luis Alcaine per Volver | - Bernat Vilaplana per El laberinto del fauno - José Salcedo per Alatriste - Iván Aledo per Los Borgia - Josep Miquel Aixalà i Martí i Santy Borricón per Salvador (Puig Antich) |
| Millor direcció artística | Millor vestuari |
| - Benjamín Fernández per Alatriste - Bárbara Pérez-Solero i María Stilde per Los Borgia - Eugenio Caballero per El laberinto del fauno - Salvador Parra per Volver | - Francesca Sartori per Alatriste - Luciano Capozzi per Los Borgia - Yvonne Blake per Los fantasmas de Goya - Bina Daigeler per Volver |
| Millor so | Millor música |
| - Jaime Baksht, Miguel Ángel Polo i Martín Hernández per El laberinto del fauno - Pierre Gamet, Dominique Menegum i Patrice Grisolet per Alatriste - Alastair Widgery, Calleja i James Muñoz per Salvador (Puig Antich) - Miguel Rejas i José Antonio Bermúdez per Volver              | - Alberto Iglesias per Volver - Roque Baños per Alatriste - Javier Navarrete per El laberinto del fauno - Lluís Llach per Salvador (Puig Antich) |
| Millor maquillatge | Millors efectes especials |
| - José Quetglas Rubio i Blanca Sánchez per El laberinto del fauno - José Luis Pérez per Alatriste - Ivana Primorac, Susana Sánchez i Manolo García per Los fantasmas de Goya - Ana Lozano i Massimo Gattabrusi per Volver                                                              | - David Martí, Montse Ribé, Reyes Abades, Everett Burrell, Edward Irastorza i Emilio Ruiz del Río per El laberinto del fauno - Reyes Abades i Rafa Solorzano per Alatriste - Reyes Abades, Félix Bergés i Eduardo Díaz per Los fantasmas de Goya - Juan Ramón Molina i Ferran Piquer per Salvador (Puig Antich) |
| Millor cançó | Millor curtmetratge de ficció |
| - Bebe i Lucio Godoy per La educación de las hadas (Tiempo pequeño) - Alba Gárate per AzulOscuroCasiNegro (Imaginarte) - Andrés Calamaro, Javier Limón i David Trueba per Bienvenido a casa (Duermen los niños) - Juan Bardem i Abdur Rahim per El próximo Oriente (Shockal fire ashe) | - A ciegas... de Salvador Gómez Cuenca - Contracuerpo de Eduardo Chapero-Jackson - Equipajes de Toni Bestard - La guerra de Luiso Berdejo i Jorge Dorado - Propiedad privada d'Ángeles Múñiz |
| Millor pel·lícula d'animació | Millor curtmetratge d'animació |
| - En Pérez, el ratolí dels teus somnis de Juan Pablo Buscarini - El cubo mágico d'Ángel Izquierdo - De profundis de Nani García i Miguelanxo Prado - Teo, cazador intergaláctico de Sergio Bayo                                                                                        | - El viaje de Said de Coke Riobóo - Another Way d'Alfredo García Revuelta - Broken Wire de Juan Carlos Mostaza - Hasta la muerte de Juan Pérez Fajardo - La noche de los feos de Manuel González Mauricio |
| Millor pel·lícula documental | Millor curtmetratge documental |
| - Cineastes en acció de Carlos Benpar - Hécuba, un sueño de pasión d'Arantxa Aguirre i José Luis López-Linares - Més enllà del mirall de Joaquim Jordà - La silla de Fernando de Luis Alegre i David Trueba                                                                            | - Castañuela 70, el teatro prohibido de Manuel Calvo i Olga Margallo - Abandonatii de Joan Soler i Foyé - Casting de Koen Suidgeest - Joe K d'Óscar de Julián - La serenissima de Gonzalo Ballester |
| Goya d'honor | |
| - Tedy Villalba (productor) | |